# Сыров, Игорь Анатольевич
Игорь Анатольевич Сыров (род. 12 февраля 1965, Салават, Башкирская АССР) — доктор филологических наук, доцент, профессор кафедры русского языка, стилистики и журналистики СФ БашГУ.

## Биография
Окончил филологический факультет Стерлитамакского государственного педагогического института в 1992 году.
В настоящее время И. А. Сыров является директором Стерлитамакского филиала Башкирского государственного университета

## Научная деятельность

### Область научных интересов
- вопросы синтаксиса простого и сложного предложения
- теории текста (дискурса)
- структурно-семантический синтаксис
- лингвистика текста
- язык художественной литературы
- гендерная лингвистика
- нейролингвистика
- теория речи
- лингвосемиотика

### Основные работы
- Сыров И. А. Синтаксис современного русского языка: Введение. Словосочетание. Простое неосложнённое предложение: Учеб. пособие для студентов 4—5-х курсов филологических факультетов пед. вузов. Стерлитамак: Изд-во Стерлитамак. гос. пед. акад. им. Зайнаб Биишевой, 2009. 272 с.
- Сыров И. А. Способы реализации категории связности в художественном тексте. М.: МПГУ, 2005. 277 с.
- Сыров И. А. Смысловые регистры одного диалога (роман М. А. Булгакова «Мастер и Маргарита») // Русская словесность. 2004. № 2. С. 65—71.
- Сыров И. А. Функционально-семантическая классификация заглавий и их роль в организации текста // НДВШ Филологические науки. 2002. № 3. С. 59—68.
- Сыров И. А. Категория связности и явления синкретизма в системе «предложение — ССЦ — текст» // Языковая деятельность: переходность и синкретизм: сб. статей научн.-методич. семинара «Textus» / Под ред. К. Э. Штайн. М., Ставрополь: Изд-во СГУ, 2001. С. 285—288.
- Сыров И. А. К вопросу о структурно-семантической цельности сверхфразовых единств // Материалы межвузовской научно-практической конференции. Уфа: Изд-во БГПУ, 2000. С.72—75.
- Сыров И. А. Модальность текста как экспликация авторской картины мира // Проблемы языковой картины мира на современном этапе. Материалы Всеросс. науч. конф. Нижний Новгород: Изд-во НГПУ, 2004. С. 178—192.
- Сыров И. А. Основные принципы абзацного членения художественного текста // Исследование языковых единиц в их динамике и взаимодействии. М., Уфа: БГПУ, 2000. С. 184—193.
- Сыров И. А. Риторический вопрос в тексте: семантика и текстообразующие функции // Труды Академии наук Республики Башкортостан. Серия «Филологические науки». Уфа: Гилем, 2001. С. 82—87.
- Сыров И. А. Синтаксическая гиперо-гипонимия в тексте // Текст. Структура и семантика. Доклады IX Междунар. конф. М.: Академпресс, 2004. С. 261—265.
- Сыров И. А. Текст и внутренняя речь // Актуальные проблемы социогуманитарного знания. Сб. науч. трудов. Выпуск XXV. М.: Прометей, 2004. С. 179—186.
- Сыров И. А. Текст и сложное синтаксическое целое: интегральные и дифференциальные признаки единиц // Проблемы изучения и преподавания филологических наук: Сб. материалов Всеросс. науч.-практ. конф. Стерлитамак: Изд-во СГПИ, 1999. С. 100—107.
- Сыров И. А. Технология изучения категории связности в художественном тексте // Современные технологии обучения русскому языку в вузе и школе. Стерлитамак: Изд-во СГПИ, 2004. С. 89—98.
- Сыров И. А. Языковая специфика порождения текста // Актуальные проблемы филологии и школьного филологического образования. Сб. материалов заочной межвуз. науч.-практ. конф. Стерлитамак: Изд-во СГПИ, 2004. С. 92—100.
- Диссертация доктора филологических наук. Автор: Сыров, Игорь Анатольевич «Способы реализации категории связности в художественном тексте» 10.02.01 Москва, 2005 349 c.[1]